# Григорий (Удицкий)
Епископ Григорий (в миру Никола Удицкий, серб. Никола Удицки; 14 января 1911, Велика-Кикинда — 9 октября 1985, Алхамбра, Калифорния, США) — епископ Сербской православной церкви, епископ Западноамериканский.

## Биография
Окончил духовную семинарию в Сремских Карловцах, а затем богословский факультет Белградского университета.
Как суплент Битольской духовной семинарии, 9 августа 1936 года в монастыре Хиландар принял монашеский сан от иеромонаха Василия (Костича). В том же году был рукоположён в сан диакона и пресвитера.
Как профессор богословия радио служил при епархиальном управлении в Чикаго секретарём епископа Американско-Канадского Дамаскина.
Некоторое время служил на приходе в Бьюте, откуда перед Второй мировой войной вернулся в Битоль.
После Второй мировой войны иеромонах Григорий эмигрировал в Америку, где до избрания епископом служил приходским священником в Янгвуде. В 1957 году возведён в сан архимандрита.
27 июля 1963 году в ходе внеочередного заседания Священного Архиерейского Синода был избран епископом для вновь созданной Западноамериканской епархии.
4 августа 1963 года в храме преподобного Симона-монаха в Алхамбре хиротонисан во епископа Западноамериканского. Хиротонию возглавили: епископ Браничевский Хризостом (Воинович), Восточноамериканский и Канадский Стефан (Ластавица) и Среднезападноамериканский Фирмилиан (Оцоколич).
Скончался 9 октября 1985 года в Алхамбре. Отпевание состоялось 15 октября 1985 года; его возглавил епископ Нишский Ириней (Гаврилович). Похоронен на старом сербском кладбище в Лос-Анджелесе.